# Élection présidentielle cap-verdienne de 1996

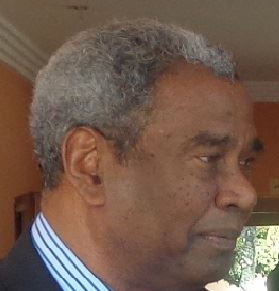
António Mascarenhas Monteiro, Président du Cap-Vert (1991-2001), ici en 2016.

Une élection présidentielle s'est tenue au Cap-Vert le 18 février 1996. Elle est remportée par António Mascarenhas Monteiro, président sortant et candidat du Mouvement pour la démocratie. N’ayant aucun autre candidat, l’élection se transforme en une confirmation à son poste du président.

## Résultat
| Candidat                     | Parti                        | Votes  | %    |
| ---------------------------- | ---------------------------- | ------ | ---- |
| António Mascarenhas Monteiro | Mouvement pour la démocratie | 81 821 | 92,1 |
| Contre                       | Contre                       | 7,012  | 7,9  |
| Votes invalides/blancs       | Votes invalides/blancs       | 1 884  | -    |
| Total                        | Total                        | 90 177 | 100  |

La participation électorale s’élève à 43,5 %.

### Source
- (en) Cet article est partiellement ou en totalité issu de l’article de Wikipédia en anglais intitulé « Cape Verdean presidential election, 1996 » (voir la liste des auteurs).